# Epicoma derbyana
Epicoma derbyana är en fjärilsart som beskrevs av Embrik Strand 1929. Epicoma derbyana ingår i släktet Epicoma och familjen tandspinnare. Inga underarter finns listade i Catalogue of Life.